# Нилкудо
Нилкудо́ (рос. Нылкудо, марій. Нылгудо) — присілок у складі Моркинського району Марій Ел, Росія. Входить до складу Октябрського сільського поселення.

## Населення
Населення — 19 осіб (2010; 29 у 2002).
Національний склад (станом на 2002 рік):
- лучні марійці — 100 %